# 統計センター
独立行政法人統計センター（どくりつぎょうせいほうじんとうけいセンター、英: National Statistics Center、略称: NSTAC）は、国勢調査等の統計データ作成や統計技術の研究等を行う日本の独立行政法人（行政執行法人）。
総務省が所管する。行政執行法人であるため、職員の身分は国家公務員である。

## 概要
日本の公的統計制度は、総務省統計局のほか、各府省が所管行政に必要となる統計をそれぞれ作成する分散型統計機構の仕組みになっている。統計の作成は調査の企画・設計、実地調査、データ作成、分析・公表といった一連の過程で行われるが、統計センターはこのうちデータ作成を主たる任務とする専門機関である。総務省統計局所管の国勢調査や消費者物価指数など、基本的な統計のデータ作成を行うほか、各府省や地方公共団体などの委託を受けて各種の統計作成を行い、これらの機関の統計整備の支援を担っている。また、各府省等が二次利用のための統計データを提供する際の業務委託先となっている（統計法37条）。
その他、オンライン調査システム、統計データの提供システムなど政府統計共同利用システムに見られる公的統計の業務基盤・利用基盤の提供の役割を担っているほか、統計作成に係る研究開発や学会参加、開発途上国への技術協力などを行っており、日本の公的統計制度を担う中央機関の一つとされている。

## 沿革
明治4年（1871年）太政官正院に設置された政表課が、現在の総務省統計局の前身とされる。この組織は統計院（1881年）、内閣統計局（1885年）を経て、1920年に国勢院第一部となった。翌1921年5月1日、この国勢院第一部に臨時製表課が設置される。1922年の国勢院廃止にともない、第一部は内閣の外局として統計局に改組。さらに1924年には内閣の機関に編入して内閣統計局となる。翌1925年4月1日、内閣統計局臨時製表課は製表課となる。1931年4月1日の内閣統計局組織改正により、製表課は第一製表課と第二製表課の二課に分離された。
1947年の総理庁設置により、内閣統計局は総理庁統計局となる。同年11月1日に統計局内部の組織再編が行われ、集計部門を統合した製表部が設置される。1949年の総理府設置により、総理庁統計局は総理府統計局に改組される。
- 1984年（昭和59年）7月1日：総務庁設置に伴い、総理府統計局と行政管理庁行政管理局統計主幹を統合し、総務庁統計局を設置。この時、総理府統計局製表部は、統計局から分離し、総務庁の施設等機関として統計センターに改組。併せて総理府統計研修所を統計センターの内部組織として付置。
- 1989年（平成元年）：各省庁等にオンラインで統計データを提供する「総務庁統計情報データベース」(SISMAC: Statistical Information System of Management and Coordination Agency) 運用開始。[7](p161)
- 2001年（平成13年）1月6日：中央省庁再編に伴い、旧総務庁が総務省に移行し、統計センターも総務省統計センターに改組。
- 2003年（平成15年）4月1日：総務省統計センターを独立行政法人化し、独立行政法人統計センターを設立。この際、統計研修所は統計センターから分離して、総務省に附置された文教研修施設となる。
- 2008年（平成20年）：政府統計共同利用システム運用開始[7](p178)。
- 2016年（平成28年）：情報・システム研究機構と協力して「公的統計ミクロデータ研究コンソーシアム」を設立[7]:年表43。
- 2018年（平成30年）4月1日：総務省統計局と共同で、和歌山市に「統計データ利活用センター」を開設[8]。
- 2018年（平成30年）：データ分析演習用の教材として「教育用標準データセット」(SSDSE: Standardized Statistical Data Set for Education）を公開[5](p413)。
- 2019年（令和元年）5月1日：統計法および独立行政法人統計センター法の改正法が施行[9]。公的統計の調査票情報・匿名データの提供およびオーダーメード集計の委託先として統計センターが指定される。[5](pp460-466)

## 業務の範囲
統計センターの業務は、独立行政法人統計センター法によってその範囲が定められている。具体的には次の通りである。
- 国勢調査その他国勢の基本に関する統計調査の製表を行うこと。
- 国の行政機関又は地方公共団体の委託を受けて、統計調査を実施し、又は統計調査の製表を行うこと。
- 統計の作成及び利用に必要な情報の蓄積、加工その他の処理を行うこと。
- 上記に掲げる業務に必要な技術の研究を行うこと。
- 国の行政機関又は指定独立行政法人等（統計法（平成十九年法律第五十三号）第二十五条に規定する指定独立行政法人等をいう。）の委託を受けて、同法第三十三条の二第一項、第三十四条第一項又は第三十六条第一項の規定に基づき当該国の行政機関又は指定独立行政法人等が行う事務の全部を行うこと。
- 上記に掲げる業務に附帯する業務を行うこと。

## 役員
理事長、理事3名（うち1名は非常勤）、監事2名（いずれも非常勤）

## 組織
- 経営審議役
- 監査室
- 人材開発室
- 統計データ利活用センター
- 総務部
  - 経営企画室
  - 人事課
  - 財務課
  - 厚生管理室
- 統計編成部
  - 編成管理室
  - 人口統計編成課
  - 経済統計編成課
  - 企業調査支援課
  - 消費統計編成課
- 情報システム部
  - システムソリューション課
  - 情報システム基盤課
  - 共同利用システム課
- 統計技術・提供部
  - 統計情報提供課
    - 統計データ利活用推進室

  - 統計作成支援課
  - 技術研究開発課

## コーポレート・コピー
人と社会と未来のために
－確かな技術と信頼に応える統計作成－

## 経営理念
・正確な統計の作成（統計をつくる）
・統計データの利活用の推進（統計を活かす）
・公的統計の発展の支援（統計を支える）
の３つの使命の下に、
・弛たゆまぬ技術の向上
・適正な組織運営
の取組を進め、確かな技術と統計の信頼性の確保によって、豊かな社会づくりのための情報基盤の整備と国
民生活の向上に寄与

## 学術研究機関等との連携
- 一橋大学経済研究所社会科学統計情報研究センター
- 神戸大学大学院経済学研究科
- 法政大学日本統計研究所
- 情報・システム研究機構機構本部企画課
- 滋賀大学データサイエンス教育研究センター